# Frode Larsen (1988)
Frode Larsen (Oslo, 9 luglio 1988) è un ex calciatore norvegese, di ruolo portiere.

## Carriera

### Club
Larsen ha iniziato la carriera con la maglia del Vålerenga. Nel 2009 è stato prestato al Moss, squadra militante in 1. divisjon. Il 5 aprile ha esordito in squadra, nella vittoria per 2-1 sul Løv-Ham. Al termine del prestito, è tornato al Vålerenga.
Il 22 dicembre 2010 è stato reso noto il suo trasferimento al Kvik Halden. Il 28 marzo 2012 si è trasferito al Sarpsborg 08, in cambio di Joacim Heier.
Il 24 gennaio 2013, è passato al Follo. Il 19 dicembre 2013, ha lasciato il Follo per accordarsi con il Moss. Il 20 dicembre 2014, ha rinnovato il contratto che lo legava al club per un'ulteriore stagione.

### Nazionale
Larsen ha giocato 2 partite per la Norvegia under 21. Ha debuttato il 23 novembre 2008, nella vittoria per 3-0 contro la Siria under 21.